# Mike Nelms
Michael Craig Nelms (* 8. April 1955 in Fort Worth, Texas) ist ein ehemaliger US-amerikanischer American-Football- und Canadian-Football-Spieler. Er spielte unter anderem als Punt-Returner in der National Football League (NFL) bei den Washington Redskins.

## Spielerlaufbahn
Mike Nelms studierte zunächst an der Sam Houston State University, bevor er zur Baylor University wechselte. Nelms spielte in den Jahren 1975 und 1976 als Defensive Back Football für die dortige Footballmannschaft, den Baylor Bears. In beiden Studienjahren wurde er aufgrund seiner sportlichen Leistungen von seinem College ausgezeichnet. Im Jahr 1977 wurde er von den Buffalo Bills aus der NFL in der siebten Runde an 177. Stelle gedraftet. Da der Head Coach der Bills Jim Ringo mit den Leistungen von Nelms nicht zufrieden war, wurde er vor dem Beginn der Saison entlassen. Er wechselte daraufhin in die Canadian Football League (CFL) zu den Hamilton Tiger-Cats, die er noch in der CFL-Saison 1977 wieder verließ und sich den Ottawa Rough Riders anschloss. Nach der CFL-Saison 1979 wechselte Mike Nelms zu den Washington Redskins in die NFL. Die Redskins setzten ihn überwiegend in den Special Teams als Punt- und Kick-off- Returner ein.
Im Jahr 1981 übernahm Joe Gibbs das Traineramt bei den Redskins. Ihm gelang es, aus den Redskins ein Spitzenteam zu formen. Nelms konnte im Jahr 1982 mit seiner Mannschaft nach der regular Season
in die Playoffs einziehen, wo man im NFC Championship Game den von Tom Landry betreuten Dallas Cowboys gegenüberstand. Nelms gelang es in der Begegnung mit vier Kick-off-Returns, einen Raumgewinn von 128 Yards erzielen. Mit einem Return über 76 Yards, der im weiteren Spielverlauf von John Riggins zu einem Touchdown verwertet werden konnte, trug er entscheidend zum 31:17-Sieg seiner Mannschaft bei. Mit dem Sieg konnten die Redskins in den Super Bowl einziehen, wo sie auf die von Don Shula betreuten Miami Dolphins trafen. Nelms konnte im Super Bowl XVII sechs Punt-Returns zu einem Raumgewinn von 52 Yards verwerten. Beide Werte stellten Super Bowl Rekorde dar. Nelms und seine Redskins gingen mit einem 27:17-Sieg als Gewinner vom Platz. Auch im folgenden Spieljahr konnte Nelms mit den Redskins das NFC Championship Game mit 24:21 gegen die San Francisco 49ers gewinnen. Der anschließende Super Bowl XVIII ging gegen die Los Angeles Raiders allerdings mit 38:9 verloren. Mike Nelms beendete nach der Saison 1984 seine Laufbahn.

## Nach der Spielerlaufbahn
Mike Nelms ist Inhaber eines Autohauses in Culpeper, Virginia.

## Ehrungen
Michael Nelms wurde im Jahr 1979 zum CFL-All-Star gewählt. Er spielte dreimal im Pro Bowl, dem Abschlussspiel der besten NFL-Spieler einer Saison. Nelms wurde dreimal zum All-Pro gewählt. Die Washington Commanders haben ihn in die Liste der 90 besten Spieler aller Zeiten der Mannschaft aufgenommen. Nelms ist Mitglied im NFL 1980s All-Decade Team.

## Quelle
- Mark May, Dan O’Brien: Mark May's Tales from the Washington Redskins. Sports Publishing LLC, 2005, ISBN 9781596700826.